# Erice vendemmia tardiva Sauvignon
L’Erice vendemmia tardiva Sauvignon è un vino DOC prodotto nell'area collinare circostante il territorio dell'agro ericino, i cui vigneti sono situati tra i 200 e i 650 metri d'altitudine, in parte dei comuni di Buseto Palizzolo, Erice, Valderice, Custonaci, Castellammare del Golfo, Trapani.
Tutti in provincia di Trapani.

## Vitigni con cui è consentito produrlo
- Sauvignon minimo 95 %;
- altri vitigni a bacca bianca, non aromatici, idonei alla coltivazione della Regione Siciliana, fino ad un massimo del 5%.[1]

## Caratteristiche organolettiche
- colore: da giallo paglierino al dorato carico;
- profumo: caratteristico, persistente;
- sapore: dolce, equilibrato;

## Tecniche di produzione
Il vino Erice vendemmia tardiva Sauvignon deve essere ottenuto da uve appassite sulla pianta.

## Produzione
Provincia, stagione, volume in ettolitri
- nessun dato disponibile